# Mary Millington
Mary Ruth Quilter, mer känd under sitt artistnamn Mary Millington, född 30 november 1945 i Kenton i Harrow i London, död 19 augusti 1979 i Walton-on-the-Hill i Surrey, var en av Storbritanniens mest kända porrskådespelerskor under 1970-talet. Millington ansågs vara engelsmännens svar på amerikanernas Linda Lovelace. Hon var kompis med Sid Vicious. Hon efterlämnade ett självmordsbrev när hon dog av en överdos, 33 år gammal.

## Filmografi
- Miss Bohrloch (kortfilm 1970)
- Oh, Nurse! (kortfilm 1971)
- Oral Connection (kortfilm 1971)
- Betrayed (kortfilm 197?)
- Secrets of a Door to Door Salesman (1973, klippt version)
- Response aka Go Down, My Lovely (kortfilm 1974)
- Sex Shop (kortfilm 1974)
- Eskimo Nell (film) (1974)
- Erotic Inferno (1975)
- I'm Not Feeling Myself Tonight (1975)
- Private Pleasures (1975)
- Keep It Up Downstairs (1976)
- Intimate Games (1976)
- Come Play with Me (1977)
- The Playbirds (1978)
- Queen of the Blues (1979)
- The Great Rock 'n' Roll Swindle (postumt 1980)
- Mary Millington's True Blue Confessions (postumt 1980)
- Mary Millington's World Striptease Extravaganza (postumt 1982)